# Lokalsatz
Ein Lokalsatz (auch Ortssatz) ist ein Nebensatz, der eine Ortsbestimmung ausdrückt. Der Form nach handelt es sich immer um einen (freien) Relativsatz, der durch ein Adverb (Relativadverb) eingeleitet wird. Beispiel: „Du kannst dich hinsetzen, wo du willst“. Lokalsätze zählen, als Ortsangaben, zu den Adverbialsätzen – außer in Systemen, die Relativsätze aus der Klasse der Adverbialsätze ausschließen, wie in der Dudengrammatik (in der Dudengrammatik wird der Begriff Lokalsatz dementsprechend gar nicht verwendet).
Lokale Relativsätze, die keine adverbiale Bestimmung sind, sondern die ein Substantiv modifizieren (attributive Relativsätze wie z. B. „die Stelle, wo das steht“), werden in der Regel nicht als Lokalsätze bezeichnet.

## Lokalsätze im Deutschen
Lokalsätze sind freie Relativsätze, da es keine lokalen Subjunktionen gibt. In Engelen (1986) werden diese Konstruktionen als Relativsätze mit implizitem Bezugselement erklärt, zum Beispiel:
- Sie verbringt den Urlaub (dort), wo die Sonne scheint.
- Peter stammt (von dort/dorther), woher auch Karl stammt.
- Klaus ging immer schon (dorthin), wohin man ihn schickte.

Die Wörter wo, woher, wohin werden als Relativadverbien bezeichnet, da sie adverbiale Elemente sind, die einen Relativsatz einleiten, aber nicht wie ein Substantiv flektiert werden. Hierbei ist wo ein einfaches Ortsadverbial, die Formen woher etc. sind Verbindungen mit diesem Wort, nämlich Präpositionaladverbien, also die Relativsatz-Gegenstücke zu Formen wie daher etc.
Für eine Unterscheidung von anderen Verwendungen von wo in Relativsätzen, bei denen es sich dann um eine Konjunktion bzw. Subjunktion handelt, siehe unter Relativadverb #Abgrenzung zur Relativsatz-Konjunktion wo.